# 美馬市立脇町中学校
美馬市立脇町中学校（みましりつ わきまちちゅうがっこう）は、徳島県美馬市脇町大字猪尻字西ノ久保にある公立中学校。

## 沿革
- 1947年 - 脇町中学校が開設。
- 1958年 - 町村合併により脇町脇町中学校と改称。
- 1964年 - 岩倉中学校大谷分校が本校の分校に管轄変更。
- 2005年 - 市町村合併により美馬市立脇町中学校となる。

## 校歌
- 作詞：田中末広
- 作曲：迫新一郎

## 部活動
運動部
- バレーボール
- ソフトテニス
- 卓球
- 剣道

文化部
- 茶道
- ボランティア

## 著名な出身者
- 時津洋宏典（大相撲力士）

## 通学区域が隣接している学校
- 美馬市立岩倉中学校
- 美馬市立三島中学校
- 美馬市立穴吹中学校
- 美馬市立江原中学校
- 香川県高松市立塩江中学校